# Carl Ernst Poeschel
Carl Ernst Poeschel (* 2. September 1874 als Carl Ernst Pöschel in Leipzig; † 19. Mai 1944 in Scheidegg) war ein deutscher Buchdrucker, Typograf und Verleger.

## Lebenslauf
Carl Ernst Poeschel war der Sohn von Heinrich Ernst Pöschel (1841–1927), einem Kaufmann und Miteigentümer der Buchdruckerei Offizin Pöschel & Trepte in Leipzig. Er besuchte von 1885 bis 1892 das Königliche Gymnasium seiner Vaterstadt. Da der Sohn seine Nachfolge im Unternehmen antreten sollte, willigte der Vater nicht in seinen Wunsch ein, Architektur zu studieren. So absolvierte Carl Ernst Poeschel eine vierjährige Lehrzeit zum Buchdrucker, nach deren Abschluss er als eine Art Belohnung doch einige Semester Kunstgeschichte studieren durfte. 1898 bereiste er für zwei Jahre die USA, um das dortige Druck- und Verlagswesen kennenzulernen. Seit diesem Auslandsaufenthalt verwendete er die Schreibweise „Poeschel“ statt „Pöschel“.
1901 wurde Poeschel Prokurist in der väterlichen Firma, 1906 auch Miteigentümer, Geschäftsführer und künstlerischer Leiter. Auftraggeber der Druckerei waren vor allem die Verleger Eugen Diederichs, Ernst Rowohlt, Julius Zeitler, S. Fischer, Georg Müller und Hans von Weber sowie der Insel-Verlag, dessen Leiter und Gesellschafter Poeschel gemeinsam mit Anton Kippenberg in den Jahren 1905/06 war. Bereits 1902 hatte er den Verlag Strecker & Schröder übernommen.
Auf einer Englandreise 1904 lernte er mit Edward Johnston, Douglas Cockerell, Eric Gill und Emery Walker einige der bedeutendsten Vertreter der englischen Buchkunst kennen.

## Janus-Presse
1907 gründete Carl Ernst Poeschel gemeinsam mit seinem Freund, dem Buchkünstler und Typografen Walter Tiemann, mit der Janus-Presse eine der richtungsweisendsten deutschen Privatpressen der Zeit. In der Ankündigung über die Einrichtung der Presse hieß es: „Als erste Privatpresse in Deutschland legt sie … das Hauptgewicht ihrer Tätigkeit auf die künstlerische Durchbildung des Buches. Dem sorgfältigen Schnitt der Type und den drucktechnischen Vorzügen wird die Güte des Papiers und der Einbandstoffe entsprechen. Die große Sorgfalt, mit der jedes Buch behandelt werden muß, bedingt eine geringe Auflage eines jeden Werkes, sie wird selten mehr als 200 Exemplare betragen.“
1914 meldete Poeschel sich freiwillig zum Militär. In der wirtschaftlichen Rezession nach dem Ersten Weltkrieg verkaufte er den Verlag an seinen Schüler und Freund Alfred Druckenmüller, um sich ganz der Druckerei widmen zu können. Das Unternehmen florierte zunehmend auch auf internationalem Gebiet.
In der Nacht vom 3. auf den 4. Dezember 1943 wurde das Buchhändlerviertel Leipzigs und dabei auch der Betrieb Poeschels nahezu vollkommen zerstört. Während die Familie nach Scheidegg im Allgäu flüchtete, blieb Poeschel noch in Leipzig, um die nicht zerstörten Teile seiner Sammlung zu retten. Kurze Zeit wurde das Unternehmen in Regensburg weitergeführt. 1944 beendete ein weiterer Bombenangriff jegliche Weiterarbeit. Sein Geschäftspartner Herbert Schulz-Schomburgk starb in diesem Jahr. All dies führte dazu, dass Poeschel erkrankte und am Wohnort seiner Familie (Scheidegg) am 19. Mai 1944 verstarb.

## Ehrungen
- Ehrenmitglied des Vereins „Deutsche Buchkünstler“ der Typographischen Gesellschaft in Leipzig
- 1940 Verleihung des Gutenberg-Rings durch die Stadt Leipzig
- 1940 Ehrendoktorwürde der Universität Leipzig

## Werke
- Zeitgemässe Buchdruckkunst. Poeschel, Stuttgart 1989, ISBN 3-7910-0472-7 (Nachdruck der Ausgabe: Poeschel & Trepte, Leipzig 1904, mit einem Nachwort von Hans Peter Willberg).
- Rythmische [sic!] Typographie. In: Aloys Ruppel (Hrsg.): Gutenberg Festschrift zur Feier des 25jährigen Bestehens des Gutenbergmuseums in Mainz. Gutenberggesellschaft, Mainz 1925, S. 49–51.
- Deutscher Buchdruck. Gestern, heute, morgen. Vortrag. Verlag der Gutenberg-Gesellschaft, Mainz 1927 (Jahresbericht der Gutenberg-Gesellschaft; 25, Beilage).
- Franz Ludwig Habbel und Carl Ernst Poeschel: Antiqua als deutsche Normalschrift. Ihre Anwendung im Buchsatz. Wiking-Verlag, Berlin 1942.
- Traditionen Leipziger Buchkunst: Carl Ernst Poeschel, Walter Tiemann, Hugo Steiner-Prag, Ignatz Wiemeler, Horst Erich Wolter, Herausgegeben und eingeleitet von Albert Kapr. Fachbuchverlag, Leipzig 1989, ISBN 3-343-00475-8.